# هریسون دانک
هریسون دانک (انگلیسی: Harrison Dunk؛ زادهٔ ۲۵ اکتبر ۱۹۹۰) بازیکن فوتبال اهل بریتانیا است.
از باشگاه‌هایی که در آن بازی کرده‌است می‌توان به باشگاه فوتبال بروملی و باشگاه فوتبال کمبریج یونایتد اشاره کرد.